# Pancheria lanceolata
Pancheria lanceolata är en tvåhjärtbladig växtart som först beskrevs av Renato Pampanini, och fick sitt nu gällande namn av Baker f.. Pancheria lanceolata ingår i släktet Pancheria och familjen Cunoniaceae. Inga underarter finns listade i Catalogue of Life.